# Climat de Vaucluse
Le climat du département de Vaucluse est de type méditerranéen, avec cependant une note continentale marquée liée à l'emplacement géographique particulier à l'intérieur de la Provence et au relief : Monts de Vaucluse, massif des Baronnies, Mont Ventoux, Luberon.

## Généralités
Les caractéristiques du climat sont :
- des températures contrastées, avec une amplitude annuelle d'environ 18 °C
- des précipitations irrégulières : il y a moins de 80 jours de pluie par an et ces pluies tombent sous forme d'averses brutales au printemps et surtout à l'automne
- par rapport au reste de la France, l'été est chaud et sec, et l'hiver peut être doux comme absolument glacial dès que souffle le mistral
- des vents violents, surtout le mistral qui souffle près de 100 jours par an avec des pointes à 100 km/h
- une végétation principalement constituée de garrigues, des forêts clairsemées

|                | Vaucluse                 | France     |
| -------------- | ------------------------ | ---------- |
| Ensoleillement | 2 800 h/an               | 1 973 h/an |
| Pluie          | 700 mm/an (sur 80 jours) | 770 mm/an  |
| Vent           | 110 j/an                 |            |

## Climat par zones

### Climatologie d'Apt
| Mois                              | jan. | fév. | mars | avril | mai  | juin | jui. | août | sep. | oct. | nov. | déc. | année |
| --------------------------------- | ---- | ---- | ---- | ----- | ---- | ---- | ---- | ---- | ---- | ---- | ---- | ---- | ----- |
| Température minimale moyenne (°C) | 3    | 4    | 6    | 9     | 13   | 16   | 19   | 19   | 16   | 13   | 7    | 4    | 10,7  |
| Température moyenne (°C)          | 7    | 8    | 11   | 13,5  | 18   | 21,5 | 24,5 | 24,5 | 21,5 | 17   | 11   | 8    | 15,5  |
| Température maximale moyenne (°C) | 11   | 12   | 16   | 18    | 23   | 27   | 30   | 30   | 25   | 21   | 15   | 12   | 19,2  |
| Précipitations (mm)               | 35,3 | 21,3 | 21,9 | 40,6  | 26,7 | 14,6 | 8,2  | 18,3 | 57   | 52,3 | 39,1 | 25,6 | 361,1 |

### Climatologie d'Avignon
Selon Météo-France, le nombre par an de jours de pluies supérieures à 2,5 litres par mètre carré est de 45 et la quantité d'eau, pluie et neige confondues, est de 660 litres par mètre carré. Les températures moyennes oscillent entre 0 et 30 °C selon la saison. Le record de température depuis l'existence de la station de l'INRA est de 40,5 °C lors de la canicule européenne de 2003 le 5 août (et 39,8 °C le 18 août 2009) et −12,8 °C le 5 janvier 1985. Les relevés météorologiques ont lieu à l'Agroparc d'Avignon.
| Mois                              | jan. | fév. | mars | avril | mai  | juin | jui. | août | sep. | oct. | nov. | déc. | année |
| --------------------------------- | ---- | ---- | ---- | ----- | ---- | ---- | ---- | ---- | ---- | ---- | ---- | ---- | ----- |
| Température minimale moyenne (°C) | 2    | 3    | 6    | 8     | 12   | 15   | 18   | 18   | 14   | 11   | 6    | 3    | 9,6   |
| Température moyenne (°C)          | 6    | 7,5  | 11   | 13    | 17,5 | 21   | 24   | 24   | 19,5 | 15,5 | 8,5  | 7,5  | 14,7  |
| Température maximale moyenne (°C) | 10   | 12   | 16   | 18    | 23   | 27   | 30   | 30   | 25   | 20   | 13   | 10   | 19,75 |
| dont pluie (mm)                   | 36,5 | 23,3 | 24,9 | 47,5  | 45,6 | 25,4 | 20,9 | 29,1 | 65,8 | 59,6 | 52,8 | 34   | 465,4 |

### Données climatiques de Carpentras (2000-2007)
La commune, située dans la zone du climat méditerranéen, est soumise à un rythme à quatre temps : deux saisons sèches, dont une brève en fin d'hiver, une très longue et accentuée en été ; deux saisons pluvieuses, en automne, avec des pluies abondantes sinon torrentielles, et au printemps. Les étés sont chauds et secs, liés à la remontée des anticyclones subtropicaux, entrecoupés d’épisodes orageux parfois violents. Les hivers sont doux. Les précipitations sont peu fréquentes et la neige rare. Dans le cadre de la canicule de juin 2019, une température record de 44,3 degrés est enregistrée.
| Mois                              | jan. | fév. | mars | avril | mai  | juin | jui. | août | sep. | oct. | nov. | déc. | année |
| --------------------------------- | ---- | ---- | ---- | ----- | ---- | ---- | ---- | ---- | ---- | ---- | ---- | ---- | ----- |
| Température minimale moyenne (°C) | 2    | 3    | 6    | 8     | 12   | 15   | 18   | 18   | 14   | 11   | 6    | 3    | 9,6   |
| Température moyenne (°C)          | 6    | 7,5  | 11   | 13    | 17,5 | 21   | 24   | 24   | 19,5 | 15,5 | 8,5  | 7,5  | 14,7  |
| Température maximale moyenne (°C) | 10   | 12   | 16   | 18    | 23   | 27   | 30   | 30   | 25   | 20   | 13   | 10   | 19,75 |
| Précipitations (mm)               | 36,5 | 23,3 | 24,9 | 47,5  | 45,6 | 25,4 | 20,9 | 29,1 | 65,8 | 59,6 | 52,8 | 34   | 465,4 |

### Climatologie d'Orange
Le climat d'Orange est de type méditerranéen avec plus de 100 jours de mistral par an et se caractérise par un rythme à quatre temps : deux saisons sèches (une brève en hiver, une très longue et accentuée en été), deux saisons pluvieuses, en automne (pluies abondantes et brutales) et au printemps.
|                | à Orange   | Vaucluse                            | moyenne nationale |
| -------------- | ---------- | ----------------------------------- | ----------------- |
| Ensoleillement | 2 595 h/an | 2 800 h/an                          | 1 973 h/an        |
| Pluie          | 693 mm/an  | 700 mm/an (sur 80 jours)            | 770 mm/an         |
| Neige          | 4 j/an     |                                     | 14 j/an           |
| Vent           |            | 110 j/an essentiellement du Mistral |                   |
| Orage          | 23 j/an    |                                     | 22 j/an           |
| Brouillard     | 31 j/an    |                                     | 40 j/an           |

| Mois                                  | jan.       | fév.       | mars      | avril     | mai       | juin      | jui.      | août      | sep.      | oct.      | nov.      | déc.       |
| ------------------------------------- | ---------- | ---------- | --------- | --------- | --------- | --------- | --------- | --------- | --------- | --------- | --------- | ---------- |
| Record de froid (°C) date du record   | −13,4 1985 | −14,5 1956 | −9,7 2005 | −2,9 1970 | 1,3 1979  | 5,7 1984  | 9 1953    | 8,3 1974  | 3,1 1974  | −1,1 1973 | −5,4 1952 | −14,4 1962 |
| Record de chaleur (°C) date du record | 20,3 2002  | 23 1960    | 27,2 1990 | 30,7 2005 | 34,5 2001 | 38,1 2003 | 40,7 1983 | 42,6 2003 | 35,1 1966 | 29,6 1985 | 24,6 1970 | 20,2 1983  |

| Mois                              | jan. | fév.  | mars  | avril | mai   | juin  | jui.  | août  | sep.  | oct.  | nov.  | déc.  | année   |
| --------------------------------- | ---- | ----- | ----- | ----- | ----- | ----- | ----- | ----- | ----- | ----- | ----- | ----- | ------- |
| Température minimale moyenne (°C) | 1,3  | 2,6   | 4,4   | 7,2   | 10,8  | 14,4  | 17    | 16,3  | 13,8  | 9,7   | 4,9   | 1,9   | 8,7     |
| Température moyenne (°C)          | 5,4  | 6,9   | 9,4   | 12,5  | 16,4  | 20,2  | 23,3  | 22,5  | 19,4  | 14,7  | 9,1   | 5,7   | 13,8    |
| Température maximale moyenne (°C) | 9,4  | 11,3  | 14,4  | 17,8  | 22,1  | 26,1  | 29,6  | 28,8  | 25    | 19,7  | 13,3  | 9,5   | 18,9    |
| Ensoleillement (h)                | 132  | 137,1 | 192,5 | 230,4 | 264,6 | 298,9 | 345,3 | 310,7 | 237,6 | 187,1 | 135,2 | 123,8 | 2 595,3 |
| Précipitations (mm)               | 44,4 | 57,5  | 61,1  | 58,9  | 72,4  | 43,6  | 27,8  | 56,3  | 67,6  | 97,4  | 57,7  | 48,9  | 693,4   |

### Climatologie de Pertuis
Pertuis bénéficie d'un climat méditerranéen d'intérieur. Les influences continentales se font sentir en hiver (5 °C de température moyenne en janvier). La variabilité thermique est importante en hiver et aux intersaisons, quand les dépressions des latitudes moyennes traversent la France, et faible en été, car un anticyclone stationne et garantit un temps sec et stable. Les étés sont très chauds (température moyenne de 22 °C), avec quelques orages. Les températures maximales dépassent très souvent 30 °C en été.
| Mois                              | jan. | fév. | mars | avril | mai  | juin | jui. | août | sep. | oct. | nov. | déc. | année |
| --------------------------------- | ---- | ---- | ---- | ----- | ---- | ---- | ---- | ---- | ---- | ---- | ---- | ---- | ----- |
| Température minimale moyenne (°C) | 0,3  | 0,9  | 3    | 5,5   | 9,1  | 12,5 | 15,5 | 15,3 | 12,1 | 8,2  | 3,6  | 1,2  | 7,2   |
| Température moyenne (°C)          | 5    | 6    | 8,5  | 11,5  | 15   | 18,5 | 22   | 21   | 18   | 13,5 | 8,5  | 5,5  | 13    |
| Température maximale moyenne (°C) | 9,4  | 11,3 | 14,6 | 17    | 21,5 | 25,4 | 30   | 29,3 | 24,7 | 19,1 | 13,1 | 10   | 18,8  |
| dont pluie (mm)                   | 50   | 55   | 50   | 55    | 60   | 40   | 20   | 40   | 65   | 85   | 60   | 60   | 640   |
| dont neige (cm)                   | 2    | 3    | 0,5  | 0     | 0    | 0    | 0    | 0    | 0    | 0    | 1,5  | 2    | 9     |

### Données climatiques de Vaison-la-Romaine (2000-2007)
| Mois                              | jan. | fév. | mars | avril | mai  | juin | jui. | août | sep. | oct. | nov. | déc. | année |
| --------------------------------- | ---- | ---- | ---- | ----- | ---- | ---- | ---- | ---- | ---- | ---- | ---- | ---- | ----- |
| Température minimale moyenne (°C) | 2    | 3    | 6    | 8     | 12   | 15   | 18   | 18   | 14   | 11   | 6    | 3    | 9,7   |
| Température moyenne (°C)          | 6    | 7,5  | 11   | 13    | 17,5 | 21   | 23   | 23   | 19,5 | 15,5 | 9    | 6,5  | 14,3  |
| Température maximale moyenne (°C) | 10   | 12   | 16   | 18    | 23   | 27   | 30   | 30   | 25   | 20   | 13   | 10   | 19,5  |
| Précipitations (mm)               | 36,5 | 23,3 | 24,9 | 42,7  | 45,6 | 25,4 | 20,9 | 29,1 | 65,8 | 59,6 | 52,8 | 34   | 460,6 |

## Précipitations

### Nord du département
Tableau comparatif des précipitations relevées en nord Vaucluse lors de l'année 2006.
| Pluie                                    | Oct. | Nov.  | Déc. | Jan.  | Fév. | Mars | Avril | Mai  | Juin | Juil. | Août | Sept. |
| ---------------------------------------- | ---- | ----- | ---- | ----- | ---- | ---- | ----- | ---- | ---- | ----- | ---- | ----- |
| % de précipitations comparé à la normale | 90 % | 100 % | 48 % | 103 % | 61 % | 84 % | 16 %  | 42 % | 5 %  | 174 % | 60 % | 175 % |
| Fort orage (grêle)                       | 0    | 0     | 0    | 0     | 0    | 0    | 0     | 0    | 0    | 7     | 2    | 2     |

### Vallée du Calavon Année 2008
Après une année 2007 caractérisée par une très faible pluviométrie, 435 mm d'eau en pays d'Apt, 2008 avec 1 202 mm, soit 2,8 fois plus, se place juste derrière l'année 1968. Quant à la moyenne des températures elle augmente de 0,5 °C, l'hiver et le printemps ayant été très doux. Le temps pluvieux a affecté la durée de l'ensoleillement avec une centaine d'heures en dessous de la normale.
| Mois                                                                                     | Janv | Fév | Mars | Avr | Mai | Juin | Juil | Août | Sept | Oct | Nov | Déc  | Année |
| ---------------------------------------------------------------------------------------- | ---- | --- | ---- | --- | --- | ---- | ---- | ---- | ---- | --- | --- | ---- | ----- |
| Moyenne mensuelle de précipitations 2008 (mm)                                            | 103  | 43  | 23   | 126 | 157 | 38   | 12   | 29   | 187  | 122 | 160 | 202  | 1 202 |
| Précipitations normales (mm)                                                             | 71   | 56  | 57   | 79  | 70  | 49   | 37   | 53   | 73   | 101 | 74  | 69   | 789   |
| Écart avec la normale (mm)                                                               | +32  | -13 | -34  | +47 | +87 | -11  | -25  | -24  | +114 | +21 | +86 | +133 | +413  |
| Source : Le Pays d'Apt, n° 191, février 2009 et station de référence météo : Apt (242 m) |      |     |      |     |     |      |      |      |      |     |     |      |       |

## Températures

### Nord du département
Températures relevées en nord Vaucluse lors de l'année 2006.
| Température                                  | Oct.            | Nov.            | Déc.            | Jan.            | Fév.            | Mars            | Avril           | Mai             | Juin            | Juil.           | Août            | Sept.           |
| -------------------------------------------- | --------------- | --------------- | --------------- | --------------- | --------------- | --------------- | --------------- | --------------- | --------------- | --------------- | --------------- | --------------- |
| t° la plus chaude (date)                     | 25,2 °C (le 09) | 21,7 °C (le 03) | 14,2 °C (le 04) | 13,3 °C (le 19) | 15,5 °C (le 13) | 23,9 °C (le 31) | 26,7 °C (le 26) | 30,9 °C (le 17) | 35,2 °C (le 28) | 38,9 °C (le 21) | 34,1 °C (le 01) | 34,2 °C (le 04) |
| Nombre de jours t °C > à 30 °C               | 0               | 0               | 0               | 0               | 0               | 0               | 0               | 2               | 16              | 31              | 2               | 8               |
| t °C la plus froide (date)                   | 6,6 °C (le 05)  | -5,8 °C (le 28) | -6,9 °C (le 30) | -6,8 °C (le 15) | -4,7 °C (le 03) | -3,2 °C (le 02) | -2,8 °C (le 08) | 4,9 °C (le 01)  | 9,4 °C (le 02)  | 17 °C (le 07)   | 11,1 °C (le 15) | 10,3 °C (le 01) |
| Nombre de jours t °C < à -6 °C (forte gelée) | 0               | 1               | 2               | 5               | 0               | 0               | 0               | 0               | 0               | 0               | 0               | 0               |

### Vallée du Calavon
Après une année 2007 caractérisée par une très faible pluviométrie (435 mm d'eau en pays d'Apt), 2008 avec 1 202 mm, soit 2,8 fois plus, se place juste derrière l'année 1968. Quant à la moyenne des températures, elle augmente de 0,5 °C du fait d'un hiver et d'un printemps très doux. Le temps pluvieux a affecté la durée de l'ensoleillement avec une centaine d'heures en dessous de la normale.
Ci dessous l’année 2008
| Mois                                                                                     | Janv | Fév  | Mars | Avr  | Mai  | Juin | Juil | Août | Sept | Oct  | Nov  | Déc  | Année |
| ---------------------------------------------------------------------------------------- | ---- | ---- | ---- | ---- | ---- | ---- | ---- | ---- | ---- | ---- | ---- | ---- | ----- |
| Températures moyennes 2008 (°C)                                                          | 6,9  | 7,7  | 8,7  | 11,9 | 17,2 | 20,5 | 22,7 | 22,4 | 17,9 | 13,8 | 8,3  | 4,6  | 13,6  |
| Températures normales (°C)                                                               | 5,1  | 6,3  | 8,9  | 11,4 | 15,7 | 19,0 | 22,3 | 22,3 | 18,5 | 13,8 | 8,3  | 5,8  | 13,1  |
| Écart avec la normale (°C)                                                               | +1,8 | +1,4 | -0,2 | +0,5 | +1,5 | +1,5 | +0,4 | +0,3 | -0,6 | 0    | -0,2 | -1,2 | +0,5  |
| Source : Le Pays d'Apt, n° 191, février 2009 et station de référence météo : Apt (242 m) |      |      |      |      |      |      |      |      |      |      |      |      |       |

## Mistral
Les auteurs antiques nommèrent Circius un vent violent de Narbonnaise. Selon l'auteur latin Sénèque, repris par plusieurs auteurs, l'empereur Auguste aurait érigé un temple à ce vent particulier,,. Nommé dès le Moyen Âge mistral, il naît de la différence de pression entre une  dorsale anticyclonique sur le proche Atlantique ou l'Europe du Nord et un  minimum dépressionnaire sur la Méditerranée (Golfe de Gênes). Le flux de nord-est à nord-ouest engendré par cette configuration est canalisé et accéléré dans la vallée du Rhône jusqu'à une altitude d'environ 3 000 m (contournement de la chaîne alpine). Mais l'extension du phénomène dépend des circonstances dans lesquelles s'installe un régime de mistral. Il peut souffler toute l'année, et c'est en hiver et au printemps qu'il est le plus fréquent. Dans la tradition provençale, le mistral est l'un des trois fléaux de la Provence, les deux autres étant la Durance et le Parlement de Provence.
| Le Mistral |
| --- |
| On a tout dit sur le mistral, et même quand on exagère, on est encore au-dessous de la vérité. Car il est des coins dans le Midi où il souffle à décorner les bœufs. Qui ne l'a pas vu, un jour de colère renverser une caravane, empêcher une voiture d'avancer, obliger les gens à marcher à quatre pattes, faire envoler une toiture, déraciner des arbres, arracher des volets et commettre bien d'autres facéties, ne comprendra jamais cette force de la nature. |
| Côtes du Ventoux. Origines et originalités d'un terroir de la vallée du Rhône. |

Le mistral a la réputation d'être un vent salubre, car l'air sec qu'il véhicule assèche les eaux stagnantes et la boue, d'où son surnom de "mange-fange". Ce fait était déjà attesté par l'auteur Sénèque au Ier siècle de notre ère. Aujourd'hui, il dissipe vers le large la pollution de l'air au-dessus des villes et des grands centres industriels.

### Centre Vaucluse
Bien que les terres soient situées à proximité de l'axe nord-sud qu'est la vallée du Rhône, le relief des Dentelles de Montmirail et du piémont du Mont Ventoux permet une certaine protection face au mistral. Le tableau suivant correspond aux différentes vitesse du vent enregistrées et à sa fréquence au cours de l'année 2006.
| Mistral                                    | Oct.    | Nov.    | Déc.     | Jan.    | Fév.    | Mars.    | Avril.  | Mai     | Juin     | Juil.   | Août    | Sept.   |
| ------------------------------------------ | ------- | ------- | -------- | ------- | ------- | -------- | ------- | ------- | -------- | ------- | ------- | ------- |
| Vitesse maximale relevée sur le mois       | 87 km/h | 91 km/h | 118 km/h | 96 km/h | 97 km/h | 112 km/h | 97 km/h | 94 km/h | 100 km/h | 90 km/h | 90 km/h | 90 km/h |
| Tendance : jours avec une vitesse > 16 m/s | ---     | =       | ++       | --      | +++     | ---      | ++++    | ++++    | =        | =       | ++++    | +       |